# Bollstafjärden

Bollstafjärden är en vik av Ångermanälven. Vid fjärden är orterna Bollstabruk och Väja-Dynäs belägna. 
Vintertid håller isbrytare fjärden öppen för trafik till SCA:s sågverk i Bollstabruk och pappersbruket Mondi Packaging Dynäs AB i Dynäs.
Malmbergskajen tillhör Väja , medan den så kallade Väjafabriken trots namnet ligger i Dynäs.
Ytterlännäs nya kyrka är synlig i profil norr om fjärden.

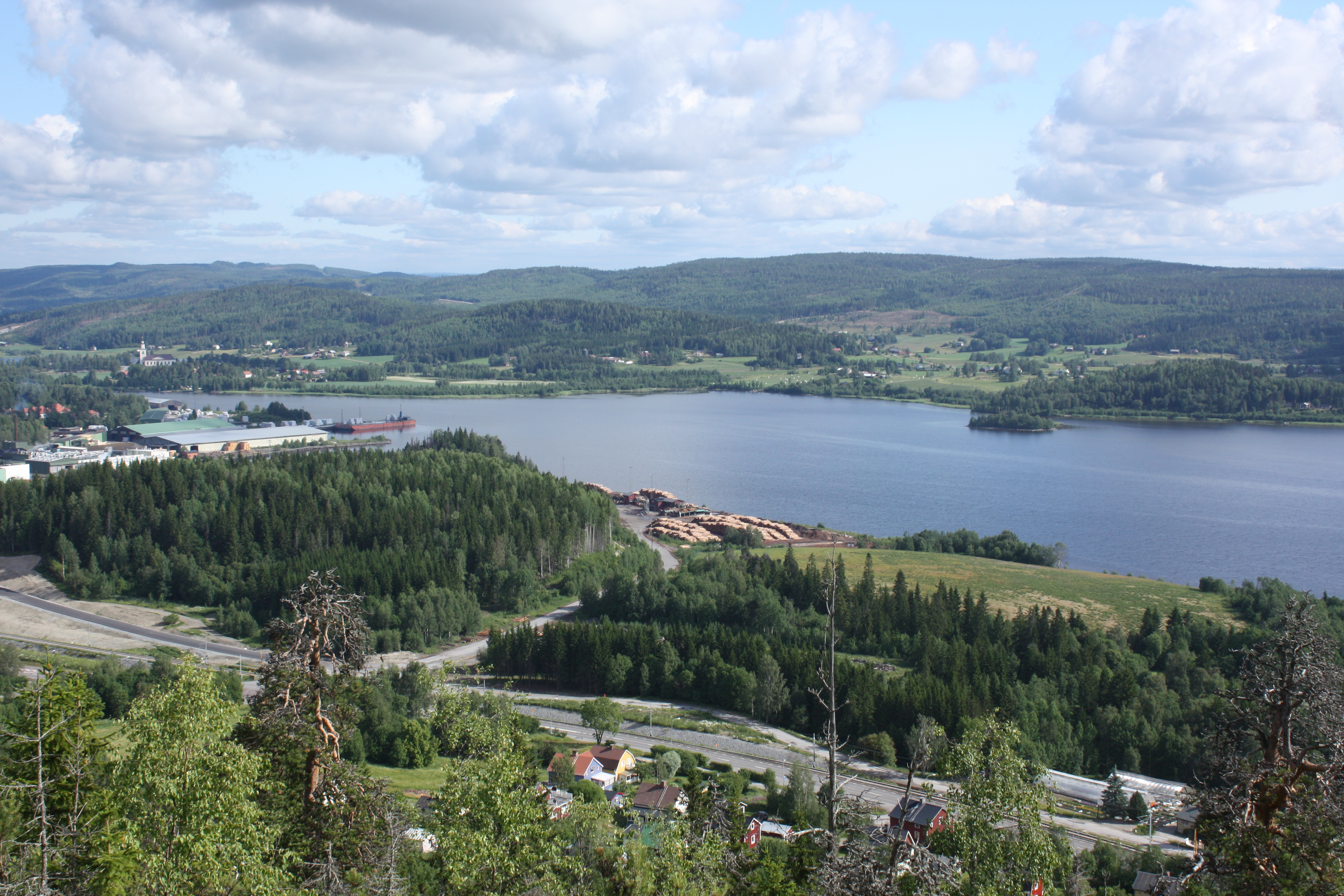
Norra Bollstafjärden från Väjaberget
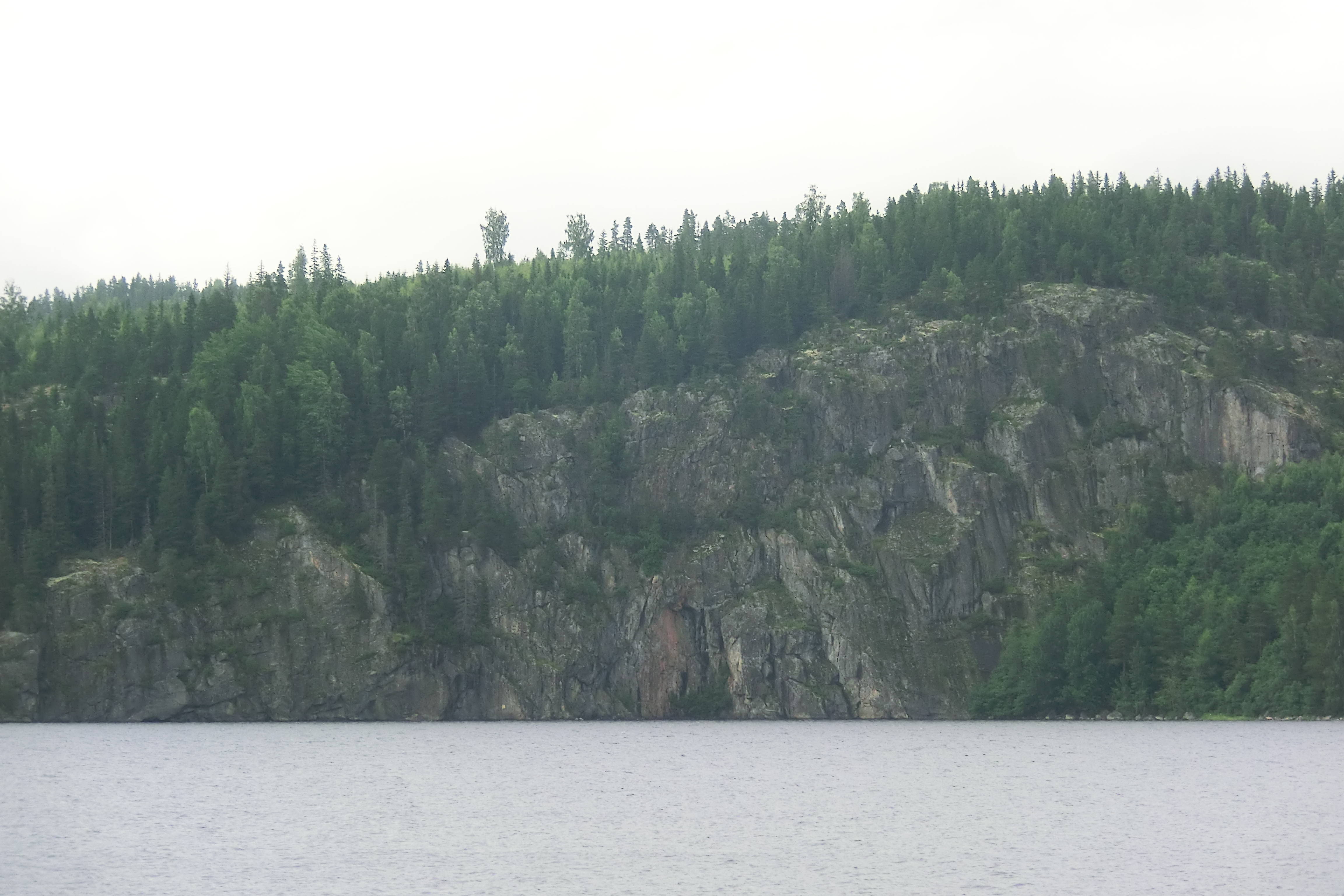
Valaberget stupar rätt ner i fjärden